# サファイヤステークス
サファイヤステークスは、日本中央競馬会 (JRA) が阪神競馬場の芝2000mで施行していた重賞競走(GIII)である。競走名は9月の誕生石であるサファイヤから。

## 概要
1983年、エリザベス女王杯のステップレースの一つとして創設される。以降、距離の変遷はあったが、同時期に施行されていたクイーンステークス、約1か月後に施行されていたローズステークスと共にエリザベス女王杯の前哨戦として親しまれた。しかし、本番までおよそ2か月という間隔から、ローズステークスに比べると、一線級3歳牝馬の出走は少なかった。
1996年に秋の牝馬戦線体系が大きく変わり、3歳牝馬限定のGIとして新たに秋華賞が創設されると、これに合わせて10月のローズステークスが1か月繰り上がって阪神開催となり、サファイヤステークスに取って代わり、この影響でサファイヤステークスは1995年を最後に廃止され、13年の歴史に幕を下ろした。

## 歴史
- 1983年 - 阪神競馬場の芝1600mの4歳（現3歳）牝馬限定の重賞競走として創設。
- 1984年 - グレード制導入によりGIII（グレードスリー）に格付け。
- 1990年 - 阪神競馬場改修工事のため中京競馬場の芝1700mで施行。
- 1991年
  - 前年に引き続き、阪神競馬場改修工事のため中京競馬場で施行。
  - 距離を芝2000mに変更。
- 1994年 - 京都競馬場改修工事による振替開催のため中京競馬場で施行。
- 1995年
  - 阪神・淡路大震災の影響による阪神競馬場の復旧工事により京都競馬場で代替開催。
  - この年をもって廃止。

### 歴代優勝馬
馬齢は2001年以降の表記に統一する。
| 回数   | 施行日        | 競馬場 | 距離    | 優勝馬             | 性齢 | タイム | 優勝騎手 | 管理調教師 | 馬主                 |
| ------ | ------------- | ------ | ------- | ------------------ | ---- | ------ | -------- | ---------- | -------------------- |
| 第1回  | 1983年9月11日 | 阪神   | 芝1600m | シャダイソフィア   | 牝3  | 1:34.9 | 猿橋重利 | 渡辺栄     | 吉田善哉             |
| 第2回  | 1984年9月9日  | 阪神   | 芝1600m | ダイアナソロン     | 牝3  | 1:36.5 | 田原成貴 | 中村好夫   | 大島秀元             |
| 第3回  | 1985年9月8日  | 阪神   | 芝1600m | ケイファイヤー     | 牝3  | 1:34.6 | 四位満教 | 浅見国一   | 内田恵司             |
| 第4回  | 1986年9月7日  | 阪神   | 芝1600m | エイシンリゲイン   | 牝3  | 1:34.5 | 河内洋   | 湯浅三郎   | 平井豊光             |
| 第5回  | 1987年10月4日 | 阪神   | 芝1600m | マルブツロンリー   | 牝3  | 1:34.8 | 山田和広 | 坪正直     | 大沢毅               |
| 第6回  | 1988年10月2日 | 阪神   | 芝1600m | ヤグラステラ       | 牝3  | 1:35.3 | 河内洋   | 中尾謙太郎 | 矢倉敏夫             |
| 第7回  | 1989年10月1日 | 阪神   | 芝1600m | リリーズブーケ     | 牝3  | 1:34.5 | 安田隆行 | 渡辺栄     | （有）下河辺牧場     |
| 第8回  | 1990年9月30日 | 中京   | 芝1700m | ヌエボトウショウ   | 牝3  | 1:45.7 | 角田晃一 | 渡辺栄     | トウショウ産業（株） |
| 第9回  | 1991年9月29日 | 中京   | 芝2000m | テンザンハゴロモ   | 牝3  | 2:01.7 | 松永昌博 | 松永善晴   | 平野三郎             |
| 第10回 | 1992年10月4日 | 阪神   | 芝2000m | サンエイサンキュー | 牝3  | 2:04.7 | 田原成貴 | 佐藤勝美   | 岩崎喜好             |
| 第11回 | 1993年10月3日 | 阪神   | 芝2000m | アルファキュート   | 牝3  | 2:04.1 | 松永昌博 | 松永善晴   | （株）貴悦           |
| 第12回 | 1994年9月24日 | 中京   | 芝2000m | テンザンユタカ     | 牝3  | 2:01.5 | 松永昌博 | 松永善晴   | 平野三郎             |
| 第13回 | 1995年9月23日 | 京都   | 芝2000m | ブライトサンディー | 牝3  | 1:59.0 | 岡部幸雄 | 荻野光男   | 中村和夫             |

### 本競走からのエリザベス女王杯優勝馬
創設時から1995年に廃止されるまでエリザベス女王杯の前哨戦として施行されていたが、1984年の2着馬キョウワサンダーが同年のエリザベス女王杯を制覇している。

### 備考
1983年の創設以前にも同名のレースが行われており、確認できる範囲では1965年に京都(サフアイヤステークス表記)で行われたのが確認されている。それ以降は京都開催が阪神開催に代わり、1966年に東京でもサフアイヤステークスが始まった。1982年まで、東西でクラス違いの同名のレースが断続的に行われていた。(阪神では1982年までのほとんどのレースがオープン特別に対して、東京または中山でのレースは条件戦であった)中でも1980年の阪神でのサファイヤステークスでは、前年のダービー馬カツラノハイセイコが出走して2着に入っている。

#### 各回競走結果の出典
- 「サファイヤステークス (GIII)（エリザベス女王杯トライアル）」『中央競馬全重賞競走成績集 【障害・廃止競走編】』日本中央競馬会、2006年、457-472頁。
- netkeiba｢サファイヤステークス｣検索結果、｢サフアイヤステークス｣検索結果